# Batalla de Baltim
La batalla de Baltim (también batalla de Damietta, batalla de Baltim-Damietta, batalla de Damietta-Baltim o batalla de Damietta-El Burelos) fue un enfrentamiento naval entre la Marina israelí y la Armada egipcia la noche del día 8-9 de octubre de 1973. Se llevó a cabo cerca del delta del Nilo, entre Baltim y Damietta. La batalla comenzó cuando seis barcos israelíes de la clase Sa'ar que navegaban con dirección a Port Said fueron atacados por cuatro barcos de la clase Osa procedentes de Alejandría. Duró unos 40 minutos. Los barcos egipcios dispararon sus misiles Styx, que fallaron el blanco, y tomaron rumbo a Alejandría. Los israelíes empezaron a darles caza. Dos patrulleros egipcios fueron hundidos por misiles Gabriel en un lapso de 10 minutos, y un tercer buque fue hundido veinticinco minutos más tarde. El cuarto volvió a la base.

## Antecedentes
El 8 de octubre, el tercer día de la guerra, las Fuerzas de Defensa de Israel lanzaron un contraataque en el Sinaí en un intento de empujar el ejército egipcio al otro lado del Canal de Suez. Los mandos navales israelíes querían atacar los barcos egipcios basados en Port Said para provocar su retirada a Alejandría, 180 kilómetros al oeste. Una flotilla de barcos israelíes recibió la orden de dirigirse a Port Said. Los barcos acababan de llegar a Haifa después de la Batalla de Latakia, y aún no habían completado sus suministros y revisiones. Sin embargo, en veinticinco minutos ocho barcos se dirigieron al sur a una velocidad de treinta nudos. Llegaron a Port Said cinco horas más tarde, reuniendose con dos barcos que patrullaban la zona. La flotilla estaba al mando del comandante Michael Barkai, el mismo que había dirigido las operaciones navales en contra de Siria, y que ya se encontraba esperando en estación en aguas cercanas a la costa egipcia con dos embarcaciones. La fuerza naval israelí estaba compuesta por:
- INS Reshef (Sa'ar 4). Cte. Micha Ram. Había participado en Latakia.
- INS Keshet (Sa'ar 4). Cte. David Harpazi.
- INS Sufá (Sa'ar 3). Cte. Samir Itzhak.
- INS Ga'ash (Sa'ar 3). Cte. Aryeh Shefer. Había participado en Latakia.
- INS Herev (Sa'ar 3). Cte. Shmuel Peres.
- INS Hetz (Sa'ar 3). Cte. Moshe Oron.
- INS Eilat (Sa'ar 2). Cte. Ilan Sade.
- INS Haifa (Sa'ar 2). Cte. Shmuel Sarig.
- INS Miznak (Sa'ar 2). Cte. Michael Barkai y  Cte. Ben Yishai al mando de la embarcación. Había participado en Latakia)
- INS Misgab (Sa'ar 1).Cte. Pinhas Milo. Embarcación armada solo con cañones de 40 mm.

En el momento en que todas las patrulleras se encontraron, el contraataque en el Sinaí había fracasado y los barcos egipcios no salieron del puerto.
Barkai y el almirante Binyamin Telem decidieron atraer a los egipcios llevando a cabo bombardeos a objetivos costeras a lo largo del delta del Nilo. A las 21:00, justo cuando comenzaron los bombardeos, se detectan objetivos hacia el oeste. Los barcos israelíes comienzan a navegar a cuarenta nudos, pero después de unos treinta minutos resultó que habían estado persiguiendo falsos contactos. Deteniendose para reagruparse, Barkai pidió a sus barcos para informaran del estado de combustible y municiones. En cuatro barcos quedaba muy poco combustible. Se contempla un retorno a Haifa, pero finalmente se ordenó volver a los barcos que estaban bajos de combustible y permanecen a los seis restantes. En ese momento cuatro barcos clase Osa se detectaron saliendo de Alejandría, en dirección este. El comandante Barkai ordenó a su fuerza moverse hacia Alejandría.

## Preparación de la batalla
Las fuerzas israelíes consistían en dos barcos clase Sa'ar 4, dos Sa'ar 3, un Sa'ar 2  y un Saar 1.
A las 23:00, Barkai ordenó formar a los barcos en tres pares, moviéndose en líneas paralelas para cubrir un amplio frente. La pareja norte, el par central y el par del sur no detectaban a los egipcios en el radar ni recibían señales de sus sensores electrónicos. No estaba claro si se estaban moviendo hacia la fuerza israelí o no.
Cerca de medianoche Barkai ordenó a la pareja sur bombardear objetivos en Damietta. Mientras se preparaban para disparar, detectaron algo en el mar hacia el oeste. Barkai ordenó a la pareja norte lanzar chaff para ver si eso atraía el fuego de los egipcios. Después de unos momentos, la nube creada por chaff fue blanco de misiles lanzados desde el oeste. Los barcos israelíes enciendieron sus equipos de contramedidas electrónicas y empezaron a navegar en zig zag a toda velocidad. Barkai decidió no pedir ayuda a la Fuerza Aérea.

## La batalla
La línea de combate israelí tomó forma de media luna. La pareja norte estaba posicionada más adelantada. Dos parejas de patrulleras clase Osa se movían hacia la fuerza israelí, pero todavía estaban fuera del alcance de 45 kilómetros de sus misiles Styx. Los misiles Gabriel israelíes tenían un alcance de 25 kilómetros. Esto creaba una zona de 20 kilómetros de brecha que los israelíes esperaban aguantar utilizando sus sistemas de guerra electrónica para engañar a los misiles Styx.
A las 00:15, los sensores israelíes detectan el lanzamiento de misiles a una distancia de 48 kilómetros. Después de dos minutos, estos misiles explotaron en el mar sin causar daños. Los egipcios continuaron avanzando y dispararon tres salvas más de misiles en los siguientes 10 minutos. Los misiles fueron atraídos por las nubes de chaff dispersadas por la pareja norte. Después de disparar su última andanada a una distancia de 30 kilómetros, las patrulleras Osa hicieron una maniobra en forma de ocho y aceleraron para volver a Alejandría. Las patrulleras Sa'ar trataron de darles caza. Barkai advirtió a sus comandantes que no dispararan si la distancia era mayor de 17 kilómetros. Los cálculos indicaban que podían coger a las Osas, más lentas de velocidad, antes de que pudieran llegar al puerto.
Después de una persecución de 25 minutos, el INS Keshet se puso a 17 kilómetros y disparó un misil que alcanzó un Osa. En este momento, la sala de máquinas del INS Keshet tuvo una vía de agua debida a la rotura de una tubería. Tras lanzar otro misil, el INS Keshet se detuvo a dos kilómetros de la Osa dañada junto al INS Misgav para dispararle con sus cañones.
Mientras tanto, el INS Reshef disparó un misil que alcanzó a una segunda Osa. El INS Eilat también disparó un misil. El Reshef se acercó a la Osa dañada y la hundió con disparos de cañón. El par meridional de Osas se dividió, una fue alcanzada y quedó inmovilizada, aunque no se hundió. El INS Herev y la INS Soufa le dispararon decenas de proyectiles antes de descubrir que había encallado. La otro Osa se dirigió hacia Alejandría, tratando de escapar. El INS Reshef era el más cercano y comenzó a perseguir la Osa, pero el oficial de armas reportó un fallo eléctrico que impidió el lanzamiento de un misil. Con la esperanza de alcanzar el alcabce del cañón de 76 mm. se pidió permiso para seguir la caza, pero Barkai ante el temor de que sería vulnerable a los ataques aéreos, ordenó su retirada.
A las 13:30, la fuerza se dirigió de nuevo a Haifa. Egipto afirmó haber hundido cuatro objetivos israelíes. Años después de la batalla, el comandante de la INS Reshef conoció a un oficial de la marina egipcia que mandó una de las Osas en la Escuela de Guerra Naval de EE.UU.
- Datos: Q2705872
- Multimedia: Battle of Baltim / Q2705872